# 레바논의 역사
레바논의 역사는 근대 레바논의 역사와 시리아와 레바논에 대한 프랑스 위임통치령 하에서 대레바논의 초기 출현을 다루고 있으며, 현대 국가가 다루는 이 지역의 이전 역사도 다루고 있다.
현대 레바논은 1920년 프랑스와 영국의 위임통치령으로 대레바논이 만들어진 이래로 현재의 국경 내에 존재해왔다. 제1차 세계 대전 말기 오스만 제국의 분할로 인해 대레바논이 만들어졌다. 이 날짜 이전에, "레바논"이라는 명칭은 모호하게 정의된 국경을 가진 영토, 산을 포함하는 영토에 관한 것이었다. 레바논산과 그 외곽 지역(주로 지중해 해안과 베카 계곡, 아크르)의 범위이다. 그러나 레바논 독립에 대한 생각은 마론파 성직자들이 독립 국가를 위해 맹세했던 레바논 에미리트산의 말기에 나타났다.

## 고대 근동
카라운 문화와 같은 레바논의 가장 초기의 선사 문화는 기원전 2천년 동안 고대 민족들이 이 지역에 거주하면서 땅을 경작하고 세련된 사회에서 살았던 가나안 시대의 문명을 낳았다. 북부 가나안 사람들은 성경뿐만 아니라 그 시기의 다른 셈족 기록에도 언급되어 있다.
가나안 사람들은 원시 시나이 문자나 우가리트 문자와 같은 초기 30자 알파벳을 줄인 가장 오래된 24자 알파벳을 만든 사람들이다. 가나안 문자는 나중에 페니키아 문자(히브리어, 아람어, 모아비트어의 자매 문자)로 발전하여 지중해 지역 전체에 영향을 끼쳤다.
레바논의 해안 평원은 그리스인들이 페니키아라고 불렀던 셈족 문화의 해안 무역 도시들의 역사적인 고향이다. 비블로스, 베리투스(베이루트), 시돈, 사렙타, 티레의 고대 유적은 도시 중심지와 세련된 예술로 문명화된 국가를 보여준다.
페니키아는 많은 국가와 문화의 세계적인 중심지였다. 페니키아 미술, 관습, 종교는 메소포타미아와 고대 이집트의 영향을 많이 받았다. 시돈 왕 에슈무나차르 2세와 타브니트의 석관은 페니키아 왕족들이 이집트의 매장 관습을 채택했음을 보여준다.
페니키아 상인들은 계피와 유향과 같은 아라비아반도에서 고대 그리스로 향신료를 수출했다. 이 무역은 페니키아 문자를 그리스에 전래시키는 계기가 되었다. 헤로도토스는 페니키아인이라는 것을 증명한다.

## 고대 시대
기원전 539년 키루스 대제가 이끄는 아케메네스 페르시아에 의해 레바논 연안의 페니키아 도시국가들이 완전히 정복되었다. 다리우스 1세 치세 때 페니키아, 팔레스타인, 시리아, 키프로스를 포함한 지역은 단일 사트라피로 관리되었고 매년 350탈렌트의 공물을 바쳤다. 이에 비해 이집트와 리비아는 700탈렌트를 지불했다. 많은 페니키아 식민지들은 그들의 독립적인 생존을 계속했는데, 특히 카르타고는 유명하다. 페르시아인들은 카르타고로 이주하도록 강요했고, 카르타고는 제2차 포에니 전쟁 때까지 강력한 국가로 남아있었다.
티레의 페니키아인들은 페르시아의 왕 캄비세스 1세에 대한 충성심보다 이전의 식민지였던 카르타고에 대해 더 큰 연대를 보여주었고, 명령을 받았을 때 캄비세스에 대항하는 항해를 거부하였다.

## 중세 시대

### 이슬람 지배
서기 7세기에 무함마드가 죽은 직후 무슬림 아랍인들이 시리아를 정복하여 로마인(또는 동로마인이라 불리는 비잔티움인)을 대신할 새로운 정권을 수립했다. 비록 이슬람과 아랍어가 이 새로운 정권 하에서 공식적으로 우세했지만, 일반 대중은 여전히 기독교와 시리아어에서 개종하는 데 시간이 걸렸다. 특히 마론파 공동체는 자신의 신앙을 고수했고 시리아에 대한 통치자들의 계승에도 불구하고 큰 자치권을 유지할 수 있었다. 7세기에 우마이야 수도가 다마스쿠스에 세워지면서 무슬림의 영향력은 크게 증가했다.
11세기 동안 드루즈 신앙은 이슬람교의 한 분파에서 나타났다. 그 새로운 신앙은 레바논 남부에서 추종자들을 얻었다. 마론족과 드루즈족은 근대까지 레바논을 분할했다. 해안의 주요 도시 아코, 베이루트 등은 무슬림 칼리프에 의해 직접 관리되었다. 그 결과, 사람들은 아랍 문화에 점점 더 몰입하게 되었다.

## 오스만 제국의 지배
13세기부터 오스만 튀르크인은 발칸반도, 중동, 북아프리카를 아우르는 제국을 형성했다. 오스만 제국의 술탄 셀림 1세 (1516년~20년)는 페르시아 제국을 물리친 후 맘루크를 정복했다. 시리아를 침공한 그의 군대는 1516년 알레포 북쪽의 마르즈 다비크에서 맘루크의 저항을 진압했다.
맘루크와 오스만 제국 사이의 분쟁 동안, 레바논의 아미르들은 그들의 운명을 다마스쿠스 총독 가잘리의 운명과 연결시켰다. 그는 마르지 다비크에서 오스만 제국 편에 서서 싸우면서 오스만 제국의 신뢰를 얻었고, 레바논 아미르들의 행동에 만족한 듯, 다마스쿠스에 입성할 때 살림 1세에게 그들을 소개시켰다. 살림 1세는 레바논 아미르들에게 반자치적인 지위를 부여하기로 결정했다. 오스만 제국은 19세기 중반까지 두 봉건 가문인 드루즈 가문과 체하브 가문, 즉 이슬람 수니파 아랍인들이 마론파 기독교로 개종한 것이다. 오스만 제국의 통치 기간 동안 시리아라는 용어는 현재의 레바논, 시리아, 요르단, 이스라엘/팔레스타인을 포함한 대략적인 지역을 가리키는 데 사용되었다.

## 제2차 세계 대전 및 독립
1940년 비시 정부가 프랑스 영토에 대한 권력을 장악했을 때, 앙리 덴츠 장군은 레바논의 고등판무관으로 임명되었다. 이 새로운 전환점은 1941년 4월 4일 레바논 대통령 에밀 에데의 사임으로 이어졌다. 5일 후, 덴츠는 알프레드 나카체를 3개월 동안 대통령직에 임명하였다. 비시 당국은 나치 독일이 시리아를 통해 영국군에 대항하는 항공기와 보급품을 이라크로 옮기는 것을 허용했다. 나치 독일이 약한 비시 정부를 압박하여 레바논과 시리아를 완전히 장악할 것을 우려한 영국은 시리아와 레바논으로 군대를 보냈다.
레바논에서 전투가 끝난 후, 샤를 드골 장군은 그 지역을 방문했다. 드골은 레바논 안팎의 다양한 정치적 압력으로 인해 레바논의 독립을 인정하기로 결정했다. 1941년 11월 26일, 조르주 카트루 장군은 레바논이 자유 프랑스 정부의 권한 하에 독립할 것이라고 발표했다.

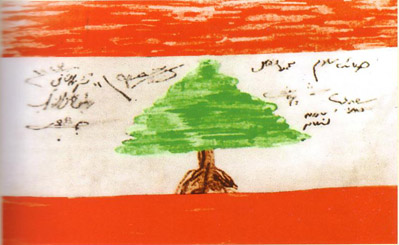
1943년 독립 선언 당시 레바논 의회의원들이 승인한 국기

1943년 11월 8일 레바논 새 정부가 일방적으로 이 권한을 폐지했다. 프랑스는 새 정부를 감옥에 투옥하는 것으로 대응했다. 국제적인 압력에 직면하여, 프랑스는 1943년 11월 22일 정부 관리들을 석방하고 레바논의 독립을 받아들였다.

## 레바논 공화국

### 독립 및 그 후 년도
동맹국들은 제2차 세계 대전이 끝날 때까지 이 지역을 통제했다. 마지막 프랑스군은 1946년에 철수했다.
레바논의 독립 이후 역사는 베이루트가 금융과 무역을 위한 자유 무역 지역 중심지로서의 위치에 세워진 번영과 함께 정치적 안정과 혼란의 교대로 특징지어져 왔다. 베이루트는 부유한 관광객들뿐만 아니라 국제 무역과 금융 기관들의 주요 장소가 되었고 레바논 내전이 발발할 때까지 "중동의 파리"라는 명성을 누렸다.
1948년 아랍-이스라엘 전쟁의 여파로 레바논은 110,000명 이상의 팔레스타인 난민들의 고향이 되었다.

### 레바논 제2공화국
종전 이후 레바논은 여러 차례 선거를 치렀고, 대부분의 민병대는 약화되거나 해산되었으며, 레바논군(LAF)은 국가의 약 3분의 2에 걸쳐 중앙정부 권한을 확장했다. 헤즈볼라만이 무기를 보유하고 있었고, 이스라엘 점령에 맞서 레바논을 지켜왔기 때문에 레바논 의회의 지지를 받았다. 반면 시리아는 레바논의 대부분 지역에 군사 주둔을 유지했으며, 레바논 내 여러 정부 기관들을 보유하며 점령을 강화했다. 이스라엘군은 2000년 5월 마침내 레바논 남부에서 철수했다.
1992년 11월 초, 새로운 의회가 선출되었고, 라피크 하리리 총리는 내각이 구성되었고, 재정 포트폴리오를 유지했다. 성공한 억만장자 사업가가 이끄는 정부의 형성은 레바논이 국가 재건과 경제 살리기의 우선순위를 둘 것이라는 신호로 널리 받아들여졌다. 베이루트 시내를 재건하기 위해 설립된 민간 부동산 회사인 솔리데르는 경제 회복을 민간 부문 투자와 연결시키려는 하리리의 전략의 상징이었다. 1998년 당시 레바논군 사령관이었던 에밀 라후드가 대통령으로 당선된 후, 셀림 호스는 다시 총리직을 맡았다. 2000년 11월 하리리는 총리직에 복귀했다. 기본적인 인프라와 정부 서비스에 대한 문제가 지속되고 있고, 현재 레바논은 많은 빚을 지고 있지만, 내전 피해의 상당 부분은 전국적으로 복구되었고, 많은 외국인 투자자와 관광객들이 돌아왔다.
전후 경제적 불확실성과 레바논 통화의 붕괴로 인한 사회 및 정치적 불안정으로 인해 1992년 5월 오마르 카라미 총리도 재임 2년이 채 되지 않아 사임했다. 그는 20년 만에 처음으로 치러진 레바논 의회 선거를 감독할 관리인으로 널리 알려진 라치드 솔 전 총리로 교체되었다.
레바논이 지난 10년 동안 장기 내전의 기반 시설에 대한 재앙적 피해로부터 부분적으로 회복했다면, 그 갈등을 야기하고 지속시킨 사회적 정치적 분열은 대부분 해결되지 않은 채로 남아 있다. 의회 선거와 최근 지방선거는 분쟁의 직접적인 여파보다 더 적은 부정행위와 더 많은 대중의 참여로 치러지고 있으며, 레바논 시민사회는 일반적으로 아랍 세계의 다른 곳보다 훨씬 더 많은 자유를 누리고 있다. 그러나 시리아와 다른 외부 영향에 대한 종파간 긴장과 불안이 계속되고 있다.
1990년대 후반, 정부는 자국 군인들을 공격한 북부 수니파 이슬람 극단주의자들에 대한 조치를 취했고, 오사마 빈 라덴의 알카에다 조직과 협력했다는 비난을 받아온 아스바트 알 안사르와 같은 단체들에 대한 움직임을 계속하고 있다. 2002년 1월 24일, 사브라와 샤티야 학살과 관련된 또 다른 전직 레바논 군인 엘리 호베이카가 베이루트에서 차량 폭탄 테러로 암살되었다.

### 백향목 혁명 및 2006년 전쟁
레바논 보안군의 시리아 동맹인 자밀 알사예드는 시리아군이 레바논에서 철수하기 하루 전인 4월 25일 사임했다.
2005년 4월 26일, 마지막 250명의 시리아군이 레바논을 떠났다. 출국식에서 알리 하빕 시리아 참모총장은 "레바논군이 국가기반을 튼튼히 재건하고 국가를 보호할 수 있게 되자 시리아 대통령이 군대를 소환하기로 결정했다"고 말했다."
세네갈의 무하마두 칸지가 이끄는 유엔군과 레바논의 이마드 안카가 이끄는 유엔군은 안보리 결의안 1559호에 의해 명령된 철군을 확인하기 위해 레바논으로 보내졌다.
시리아 철군 이후 레바논 정치인과 언론인들에 대한 일련의 암살이 시작되었다. 지금까지 많은 폭탄 테러가 발생했으며, 유엔 안전보장이사회와 유엔 사무총장의 비난을 촉발시켰다.

### 유동성 위기로 인한 2019년 시위

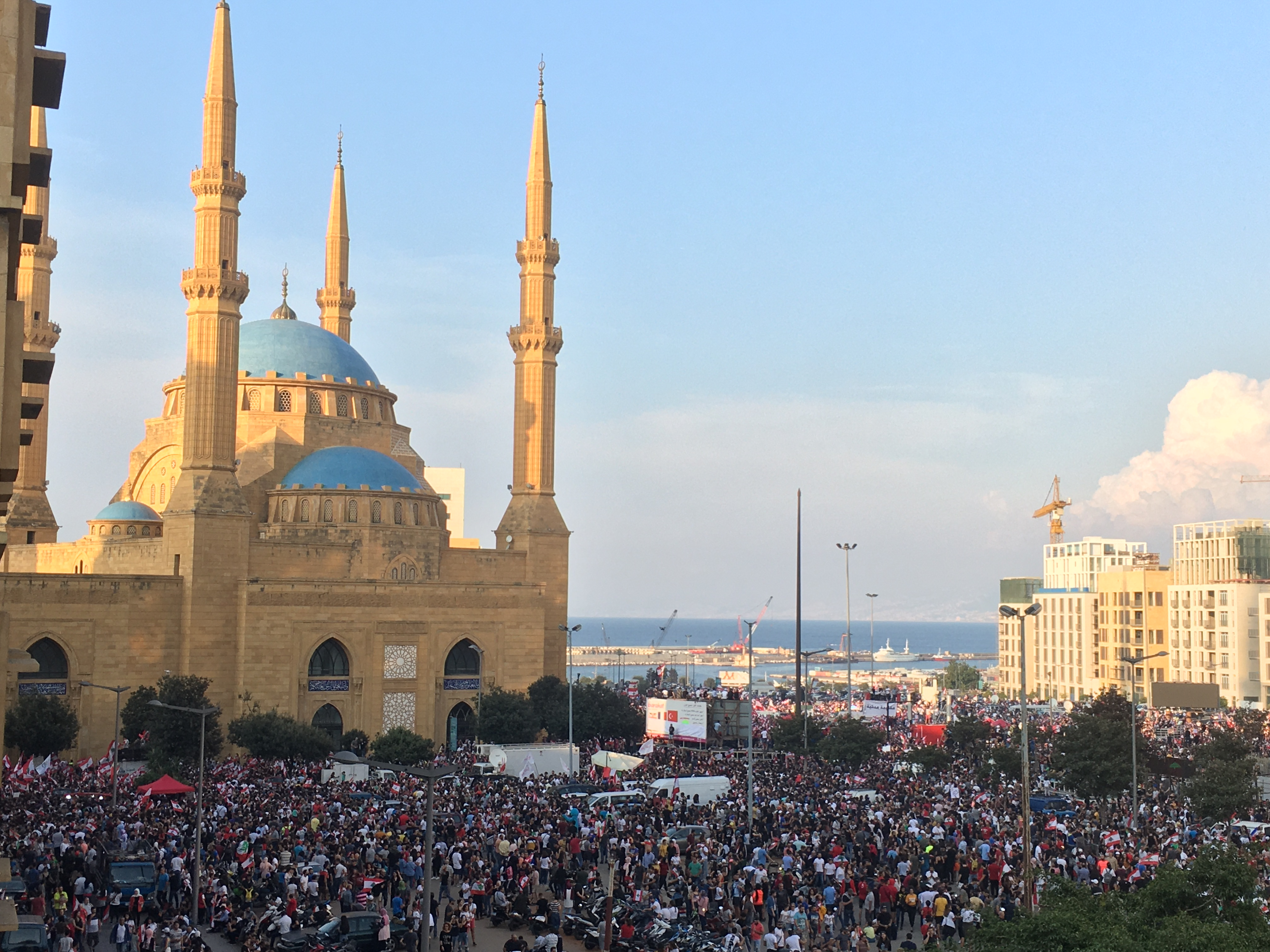
2019년 10월 20일 베이루트의 모하마드 알아민 모스크 시위대

2019년 10월, 정부의 많은 실패와 불법 행위에 대한 대응으로 전국적으로 일련의 시위가 시작되었다. 시위에 이르기까지의 몇 달 동안 외환보유액 유동성 위기가 심화되었다. 시위가 일어나기 며칠 전, 초프, 흐루브 등 레바논 지역에서 약 100건의 대형 산불이 잇따라 발생해 수백명의 이재민이 발생했으며 레바논 야생동물에 막대한 피해를 입혔다. 레바논 정부는 정비 부족과 자금 유용 때문에 소방 장비를 배치하지 못했다. 레바논은 이웃한 키프로스, 요르단, 튀르키예, 그리스의 원조에 의존해야 했다. 2019년 11월, 시중은행들은 은행 통제에 관한 BDL의 공식 법률이 없음에도 불구하고 자신들을 보호하기 위해 불법적인 자본 통제를 부과함으로써 유동성 위기에 대응했다.
이 시위는 레바논에 정치적 위기를 야기시켰는데, 사드 하리리 총리가 사표를 제출하고 독립 전문가들로 구성된 정부를 요구하는 시위자들의 요구를 반영했다. 2020년 하산 디아브가 이끄는 내각이 구성되었다.

### 2022년 선거
2022년 5월, 레바논은 고통스러운 경제 위기로 인해 실패한 국가가 되기 직전까지 끌고 간 이후 첫 선거를 치렀다. 레바논의 위기는 너무 심각해서 현재 인구의 80% 이상이 유엔에 의해 빈곤층으로 간주되고 있다. 선거에서 이란이 지지하는 시아파 이슬람 헤즈볼라 운동과 그 동맹국들은 의회 과반수를 잃었다. 헤즈볼라는 의석을 하나도 잃지 않았지만, 동맹국들은 의석을 잃었다. 헤즈볼라의 동맹인 미셸 아운 대통령의 자유애국운동은 선거 이후 더 이상 가장 큰 기독교 정당이 아니었다. 사우디아라비아와 긴밀한 관계를 맺고 있는 사미르 제아제아가 이끄는 기독교 정당인 레바논 군단(LF)이 득세했다. 사드 하리리 전 총리가 이끄는 수니파 미래운동은 선거에 참여하지 않아 다른 수니파 정치인들이 채워야 할 정치적 공백을 남겼다.

## 같이 보기
- 레바논 내전
- 레바논의 정치